# إسرائيل والقنبلة
إسرائيل والقنبلة هو فيلم وثائقي عن الأسلحة النووية وإسرائيل وسياسة «الغموض النووي»، من إنتاج وإخراج فلوريان هارتونغ وديرك بولمان، وقد أذاعته أرتيو في 7 تشرين الثاني (نوفمبر) 2012.

## المقابلات
تشمل المقابلات أفنير كوهين (مؤلف كتاب «إسرائيل والقنبلة»، 1999) ، جدعون ريمز، إيزابيلا جينور (مؤلف كتاب «فوكسباتس فوق ديمونا») ، الصحفي بيتر هونام، مارتن فان كريفيلد وآفي بريمور.
تم تسجيل المقابلات في الفترة من 11 سبتمبر إلى 5 نوفمبر 2011 في الولايات المتحدة وإسرائيل وألمانيا وبريطانيا وفرنسا.

## محتويات
على سبيل التقديم، ويعرض الفيلم أطروحة أفنير كوهين من «سياسة التعتيم» الإسرائيلية ( الغموض) على أساس حالة مردخاي فعنونو. انتهك فعنونو المحرمات الإسرائيلية ضد الحديث عن الأسلحة النووية للبلاد من خلال الكشف عن مواد حول برنامج الأسلحة النووية الإسرائيلي السري لصنداي تايمز، وحكم عليه بالسجن 18 عامًا بتهمة التجسس والخيانة. وتنفي إسرائيل رسمياً حتى يومنا هذا امتلاكها أسلحة نووية، وعلى هذا الأساس لا تعتبر نفسها ملزمة بالانضمام إلى معاهدة حظر انتشار الأسلحة النووية.
يعيد الفيلم تكوين نشأة برنامج الأسلحة النووية الإسرائيلي من تجربة اليهود في الحرب العالمية الثانية. أدت الهولوكوست والموقف السلبي للحلفاء، الذين لم يرغبوا في شن حرب لإنقاذ يهود أوروبا من الهولوكوست، إلى استنتاج مفاده أنه في حالة الطوارئ فقط اليهود سوف يدافعون عن أمن الشعب اليهودي. وعليه أصبح الردع بواسطة أسلحتها النووية هدف سياسة إسرائيل لأسباب أمنية. وقد تم السعي وراء هذا الهدف بكل الوسائل الضرورية والعادلة والخطيرة.
وفقا للمؤرخ العسكري مارتن فان كريفيلد، حتى إدارة كينيدي تجاهلت الولايات المتحدة عمدا البرنامج النووي وافترضت أن إسرائيل ستبقي برنامجها النووي سرا. ومع ذلك، لم يعد كينيدي على استعداد لتحمل برنامج أسلحة نووية إسرائيلي وما يصاحبه من خطر يتمثل في أن الدول الأخرى قد تحصل على المعرفة اللازمة لصنع أسلحة نووية. وهكذا، قال، تغيرت سياسة الولايات المتحدة بشكل كبير.
قبل أن تكون أول قنبلة نووية إسرائيلية جاهزة عام 1967، عشية حرب الأيام الستة، كان الاتحاد السوفيتي، الذي كان معنيًا بشكل أساسي بمنع القنبلة الإسرائيلية، قد تحالفت الدول العربية. ومع ذلك، لم يكن أحد يتوقع نجاح الهجوم الاستباقي الإسرائيلي على سلاح الجو العربي، بحيث ظل الاتحاد السوفيتي في نهاية المطاف سلبيا في الحرب. ثم، في عام 1969، تم التوصل إلى اتفاق سري بين جولدا مائير وريتشارد نيكسون سمحت فيه الولايات المتحدة لإسرائيل بأن تصبح قوة نووية.
عندما قصف صدام حسين إسرائيل بصواريخ سكود عام 1991 انتقاما للهجمات على العراق، استغل السياسيون الإسرائيليون ذلك كفرصة لوضع ألمانيا تحت ضغط أخلاقي. كان نجاح الاستراتيجية هو تسليم ثلاث غواصات ألمانية إلى إسرائيل، والتي كان لا بد من دفع ثمن نصف غواصة منها فقط. تم تسليح الغواصات على الفور بصواريخ كروز نووية. يصف آفي بريمور أنه على الرغم من كل المعلومات حول القنابل النووية الإسرائيلية، فإن الحكومات الألمانية المعنية تتظاهر دائمًا بأنها غير موجودة.
يدعي الفيلم أن الأسلحة النووية الإسرائيلية كانت أيضًا من المحرمات في ألمانيا. يقول السياسي كارستن فويجت، الذي كان المتحدث باسم السياسة الخارجية للحزب الاشتراكي الديمقراطي في ذلك الوقت، أن أسوأ شيء كان أن تسأل إسرائيل والحصول على إجابة صادقة هناك - ولهذا السبب لم يتم طرح الأسئلة. ومع ذلك، كان من الواضح لكل سياسي معني بالمسألة أن الشحنة الألمانية ستستخدمها إسرائيل على الفور لأغراض التسلح النووي، ومع ذلك كانت هذه نقطة لم يرغب أحد في التفكير فيها بمزيد من التفصيل.
ينتهي الفيلم بأطروحة صانعي الفيلم بأن إسرائيل من أكبر القوى النووية، وأنها تستطيع مهاجمة أهداف في جميع أنحاء العالم، وأنها ألزمت مواطنيها بالتزام الصمت، وبالتالي تسحب برنامج التسلح النووي من السيطرة الديمقراطية.

## روابط خارجية
- http://www.februarfilm.de/israel.html
- هانز سبرينغشتاين ، "Israel ist Nuklearmacht" // der Freitag ، 07.07.2012 باللغة الألمانية
- http://programm.ard.de/TV/arte/israel-und-die-bombe---ein-radioaktives-tabu/eid_287248213219597؟list=now